# Плевна (Міссурі)
Плевна (англ. Plevna) — переписна місцевість (CDP) в США, в окрузі Нокс штату Міссурі. Населення — 7 осіб (2020).

## Географія
Плевна розташована за координатами 39°58′51″ пн. ш. 92°5′1″ зх. д. / 39.98083° пн. ш. 92.08361° зх. д. (39.980885, -92.083595).  За даними Бюро перепису населення США в 2010 році переписна місцевість мала площу 3,32 км², з яких 3,32 км² — суходіл та 0,01 км² — водойми.

## Демографія
Згідно з переписом 2010 року, у переписній місцевості мешкала 21 особа в 16 домогосподарствах у складі 4 родин. Густота населення становила 6 осіб/км².  Було 24 помешкання (7/км²).
Расовий склад населення:
| - 100,0 % — білих |

До двох чи більше рас належало 0,0 %. Частка іспаномовних становила 0,0 % від усіх жителів.
За віковим діапазоном населення розподілялося таким чином: 0,0 % — особи молодші 18 років, 42,9 % — особи у віці 18—64 років, 57,1 % — особи у віці 65 років та старші. Медіана віку мешканця становила 65,5 року. На 100 осіб жіночої статі у переписній місцевості припадало 133,3 чоловіків;  на 100 жінок у віці від 18 років та старших — 133,3 чоловіків також старших 18 років.
Цивільне працевлаштоване населення становило 6 осіб. Основні галузі зайнятості: транспорт — 100,0 %.